# Miramar (Distrito Nacional)
El Ensanche Miramar es un sector residencial ubicado en la parte suroeste del Distrito Nacional, en Santo Domingo, capital de la República Dominicana. Colinda con sectores como Honduras, El Cacique, y el mar Caribe, a través de la Avenida George Washington. Su localización estratégica lo convierte en una zona de fácil acceso, cercana a importantes vías como la autopista 30 de Mayo y la Avenida Independencia, lo que favorece tanto el tránsito como el desarrollo urbano del área.
Según el X Censo Nacional de Población y Vivienda realizado en 2022 por la Oficina Nacional de Estadística (ONE), el sector Ensanche Miramar cuenta con una población aproximada de 59,876 habitantes. Esta cifra lo sitúa entre los sectores con mayor densidad poblacional del Distrito Nacional. La composición demográfica incluye tanto familias de clase media como sectores emergentes, lo que genera una dinámica social diversa y en constante transformación.
Miramar se caracteriza por un ambiente mayormente residencial, compuesto por viviendas unifamiliares, edificios de apartamentos y áreas verdes. Aunque ha tenido que enfrentarse a desafíos propios del crecimiento urbano, mantiene un equilibrio entre el desarrollo inmobiliario y la conservación de su identidad barrial. La comunidad se beneficia de la presencia de centros educativos, religiosos y deportivos que fortalecen su cohesión social.

## Historia
El Ensanche Miramar comenzó a desarrollarse en la década de 1950, durante un período de expansión urbana promovido por el régimen de Rafael Leónidas Trujillo. En esos años, el gobierno impulsaba la creación de nuevas urbanizaciones y ensanches en Santo Domingo como parte de una política de modernización y crecimiento ordenado. Miramar fue concebido dentro de este plan como una solución para descongestionar el centro histórico y ofrecer zonas residenciales planificadas en las áreas periféricas.
En sus inicios, Miramar fue concebido como un sector destinado a la clase media profesional, particularmente a empleados públicos, militares retirados y familias jóvenes que buscaban viviendas en zonas tranquilas pero accesibles. Las primeras casas del sector fueron construidas con estilos arquitectónicos sobrios, con grandes patios y calles arboladas, características que aún se conservan en algunas áreas.
Durante las décadas de 1970 y 1980, el sector vivió una etapa de consolidación, con la llegada de nuevos residentes y el crecimiento de su infraestructura básica, como acueductos, electricidad y centros educativos. También en este período se construyeron capillas, pequeños parques y centros comunales, que dieron un fuerte sentido de identidad a la comunidad.
El auge económico de los años 90 trajo consigo un proceso de densificación urbana, con la construcción de edificios de apartamentos que reemplazaron muchas casas originales. Este fenómeno transformó la fisonomía del sector, aumentando la densidad poblacional y generando nuevas necesidades de servicios y planificación vial.

## Economía
La economía del Ensanche Miramar está fundamentada principalmente en el comercio local y el sector servicios. A lo largo de sus calles y avenidas principales, se pueden encontrar colmados, salones de belleza, farmacias, restaurantes, talleres mecánicos, así como oficinas de abogados, contadores y otros profesionales independientes. Estos negocios, en su mayoría de propiedad familiar, constituyen la base del dinamismo económico de la zona.
Aunque no es un sector comercial por excelencia, su cercanía a importantes avenidas permite que los residentes tengan acceso inmediato a centros comerciales mayores ubicados en sectores vecinos. Además, Miramar sirve de zona de paso para trabajadores y estudiantes, lo que contribuye al consumo diario en sus pequeños negocios. Esta actividad económica ha ayudado a sostener empleos locales e impulsar el microemprendimiento.
Los esfuerzos recientes de mejora urbana, como la remodelación del Parque Velazcasas, no solo han embellecido el entorno, sino que también han tenido un impacto económico positivo al atraer visitantes y propiciar actividades recreativas. Estos espacios fortalecen la economía local al convertirse en puntos de encuentro para eventos deportivos, ferias comunitarias y actividades culturales que dinamizan el sector más allá de lo residencial.